# Книгарня Блека
Книгарня Блека (англ. Black Books) — британський ситком, створений Діланом Мораном і Грехемом Лайнеханом на замовлення телеканалу Channel 4. Телесеріал складається з 3 сезонів, кожен по 6 епізодів довжиною у 22 хвилини. Перший сезон стартував 29 вересня 2000 року. Двічі серіал здобув премію BAFTA в номінації «Найкраща ситуаційна комедія».
Назва серіалу походить від назви книжкової крамниці в інтелектуальному районі Лондона — Блумсбері. Власник книгарні — Бернард Блек (Ділан Моран) — дивний ірландець-мізантроп схильний до алкоголізму. Також в головних ролях Блеків помічник Менні (Біл Бейлі) та стара знайома Франческа (Темзін Ґреґ), яка працює по сусідству.

## Синопсис
Дії серіалу відбуваються в одній із лондонських книгарень, чий власник — екстравагантний соціофоб та мізантроп — ірландець Бернард Блек, який ненавидить всіх своїх клієнтів. Атмосфера ж в книгарні повністю підкреслює його нонконформізм: розкидані довкола книги, не мають ніякої упорядкованості, багато з них просто валяються на підлозі. Також в серіалі присутньо багато смішних моментів, основою для яких стає алкоголізм Блека, який в кожній серії вживає спиртні напої та палить. Власник книгарні постійно дозволяє собі в грубій формі розмовляти з покупцями, він нехтує всіма етикетними нормами, у своїй звичайній ексцентричній і дотепній манері розмовляє з ними, або навіть виганяє. Він не хоче продавати книги, оскільки замовляти нові дуже важко і нудно.
В крамниці також працює Блеків помічник, в цілому тямущий, але незграбний хлопець Менні. Він має більш поступливий та веселий характер, намагається вгодити Блеку, хоча це й не часто в нього виходить. Бернард і Менні — екстраверт та інтроверт — вони різні, хоча один без одного не можуть.
Час від часу до книгарні Блека заходить давня подруга Блека Френ — єдина хто здатен хоч якось впливати на своєрідного Блека.
Люсі Девіс і Олівія Колман з'явилися в епізоді 3-го сезону "Слони і Кури".
| телесеріали Великої Британії | Це незавершена стаття про британський телесеріал. Ви можете допомогти проєкту, виправивши або дописавши її. |